# ボクらのエキス
『ボクらのエキス』は、1999年9月1日に発売されたブリーフ&トランクスの3作目のアルバム。

## 解説
- 本作より「編曲」のクレジットが「ブリーフ&トランクス」から「ブリトラ」に変わっている。
- ダイプロXの倒産、ブリーフ＆トランクス再結成に伴い2014年07月30日、VIVID SOUNDから再発売。その際、アルバム未収録のシングルCD収録曲がボーナストラックとして収録。プロモーションビデオ集収録映像がボーナスDVDとして追加されている[1]。

## 収録曲
1. となりの柳橋 (2:53)
作詞・作曲:伊藤多賀之、編曲:ブリトラ
歌詞の内容は全て伊藤の実話体験を元にしている。
2. ひとりのうた (3:58)
作詞・作曲:伊藤多賀之、編曲:ブリトラ
5thシングルの表題曲。カルビーのポテトチップス「ミドルサイズ」のCMソング。2012年、『リア充にぶつけたい曲』ランキング8位。
3. コンビニ (3:24)
作詞・作曲:伊藤多賀之、編曲:ブリトラ
6thシングルの表題曲。夜中にコンビニに行く少女の一夜を描いた曲。ニコニコ動画などでMADが多い。
4. 小フーガハゲ短調 (1:05)
作詞:伊藤多賀之、作曲:バッハ、編曲:ブリトラ
別名「はげの歌」。詳しい解説は項目を参照。バッハの「小フーガト短調」に歌詞を付けたもの。この曲は歌詞カードに歌詞が記載されていない。
5. のぞき部屋 (2:46)
作詞・作曲:伊藤多賀之、編曲:ブリトラ
アルバム制作時、この曲は未発表にするかどうかの瀬戸際だったらしい。
6. 青のり〜エキスバージョン〜 (4:19)
作詞:ブッキーブー/ネコのサラミ/ち次郎/たわらっち/えいこ/梨子/かまいたち/もっちん/ブリトラセブン/合気道大好きくん、作曲：伊藤多賀之、編曲：ブリトラ
3rdシングルの表題曲「青のり」とアレンジは同じだが、歌詞が変更されている。歌詞は夏の出来事を題材とした「青のり〜夏バージョン〜」、女性から男性への視点を題材とした「青のり〜逆襲バージョン〜」としてラジオのリスナーから募集した内容を伊藤が編集したものである。
7. カテキン (3:20)
作詞:伊藤多賀之、作曲:ポンキエッリ、編曲:ブリトラ
5thシングル「ひとりのうた」のカップリング曲。松下電器産業のエアコン「エオリア」のCMソング。ポンキエッリの「時の踊り」に歌詞を付けたもの。既存のクラシック曲に歌詞を付けたものでは唯一歌詞カードに歌詞が記載されている。
8. 大切なもの (3:42)
作詞:ブリトラ、作曲:細根誠、編曲:ブリトラ
「21世紀に残すべきもの」を挙げていく歌。ちなみに21世紀になる前にブリーフ&トランクスは解散している（現在は再結成した）。この曲は歌詞カードに歌詞が記載されていない。
9. シャラララ (3:15)
作詞:マリモラッコ、作曲:細根誠、編曲:ブリトラ
本作では唯一の普通のラブソング。
10. クラブ (4:47)
作詞・作曲:伊藤多賀之、編曲:ブリトラ・中町俊自
彼女に付き合ってクラブに行く男性を描いた曲。
11. 石焼イモ (5:05)
作詞:マリモラッコ、作曲:マリモラッコ・伊藤多賀之、編曲:NITTA-MAN・中町俊自
7thシングルの表題曲。ラブソングだが、なぜかシングルのジャケット写真やPVでは同性愛を意識したものとなっている。

## 復刻版追加トラック

### CD
1. 星占い　※8thシングル『ペチャパイ』カップリング曲
2. 痛ーっ！　※9thシングル『権力ハニー〜夏バージョン〜』カップリング曲
3. ひとりのうた(オリジナルカラオケ)　※5thシングル『ひとりのうた』カップリング曲

### DVD
1. 雑なあいさつ
2. ひとりのうた
3. ブリトラハモり講座
4. カテキン
5. コンビニ
6. 石焼イモ

## 担当
- 伊藤多賀之（ボーカル・アコースティックギター・エレキギター・プログラミング）
- 細根誠（ボーカル）
- 中町俊自（シンセサイザーオペレーター）
- 猪俣彰三（レコーディングエンジニア＆ミキシングエンジニア）
- 小池光夫（マスタリングエンジニア）

- マリモラッコ（コ・プロデューサー、ヴィジュアル・プロデューサー、デザイン＆フォトグラフス）
- NITTA-MAN（プロデューサー、ディレクター）
- 新田一郎（エグゼクティブプロデューサー）

## 他の収録CD
- 5thシングル「ひとりのうた」 (#2, #7)
- 6thシングル「コンビニ」 (#3)
- 7thシングル「石焼イモ」 (#11)
- 5thアルバム「BURITORA GOLDEN BEST」 (#2, #3, #7, #11)